# Aksel Lund Svindal
Aksel Lund Svindal (* 26. prosinec 1982 Lørenskog) je norský reprezentant v alpském lyžování, univerzál, dvojnásobný celkový vítěz Světového poháru ze sezón 2007 i 2009, držitel čtyř malých glóbů za vítězství v jednotlivých disciplínách Světového poháru z let 2006 a 2009 v Super G a roku 2007 v obřím slalomu a kombinaci. Do února 2018 zvítězil v 35 závodech světového poháru.
Stal se olympijským vítězem v Super-G na Zimních olympijských hrách 2010 ve Vancouveru a sjezdu ZOH 2018. Pětkrát vyhrál mistrovství světa, když tituly získal v obřím slalomu a sjezdu v Åre 2007, ze superkombinací šampionátů ve Val d'Isère 2009 a Ga-Pa 2011 a konečně ze sjezdu v Schladmingu 2013.
V tříletém partnerském vztahu byl do září 2013 s americkou lyžařkou Julií Mancusovou.

## Celková vítězství ve Světovém poháru – křišťálové glóby
| Sezóna | Disciplína  |
| ------ | ----------- |
| 2006   | Super G     |
| 2007   | Celkově     |
| 2007   | Obří slalom |
| 2007   | kombinace   |
| 2009   | Super G     |
| 2009   | Celkově     |
| 2012   | Super-G     |
| 2013   | sjezd       |
| 2013   | Super-G     |
| 2014   | sjezd       |
| 2014   | Super-G     |

## Vyhrané závody ve Světovém poháru
- 35 vítězství
  - 14x sjezd
  - 16x Super-G
  - 4x obří slalom
  - 1x superkombinace

| Sezóna | datum               | místo konání           | disciplína     |
| ------ | ------------------- | ---------------------- | -------------- |
| 2006   | 27. listopadu 2005  | Lake Louise, Kanada    | Super-G        |
| 2006   | 15. března 2006     | Åre, Švédsko           | sjezd          |
| 2007   | 30. listopadu 2006  | Beaver Creek, USA      | superkombinace |
| 2007   | 21. prosince 2006   | Hinterstoder, Rakousko | obří slalom    |
| 2007   | 14. března 2007     | Lenzerheide, Švýcarsko | sjezd          |
| 2007   | 15. března 2007     | Lenzerheide, Švýcarsko | Super-G        |
| 2007   | 17. března 2007     | Lenzerheide, Švýcarsko | obří slalom    |
| 2008   | 28. října 2007      | Sölden, Rakousko       | obří slalom    |
| 2008   | 25. listopadu 2007  | Lake Louise, Kanada    | Super-G        |
| 2009   | 5. prosince 2008    | Beaver Creek, USA      | sjezd          |
| 2009   | 6. prosince 2008    | Beaver Creek, USA      | Super-G        |
| 2009   | 11. března 2009     | Åre, Švédsko           | sjezd          |
| 2010   | 18. prosince 2009   | Val Gardena, Itálie    | Super-G        |
| 2011   | 8. ledna 2011       | Adelboden, Švýcarsko   | obří slalom    |
| 2012   | 27. listopadu 2011  | Lake Louise, Kanada    | Super-G        |
| 2012   | 14. března 2012     | Schladming, Rakousko   | sjezd          |
| 2013   | 24. listopaduv 2012 | Lake Louise, Kanada    | sjezd          |
| 2013   | 25. listopadu 2012  | Lake Louise, Kanada    | Super-G        |
| 2013   | 14. prosince 2012   | Val Gardena, Itálie    | Super-G        |
| 2013   | 25. ledna 2013      | Kitzbühel, Rakousko    | Super-G        |
| 2013   | 3. března 2013      | Kvitfjell, Norsko      | Super-G        |
| 2014   | 1. prosince 2013    | Lake Louise, Kanada    | Super-G        |
| 2014   | 6. prosince 2013    | Beaver Creek, USA      | sjezd          |
| 2014   | 20. prosince 2013   | Val Gardena, Itálie    | Super-G        |
| 2014   | 29. prosince 2013   | Bormio, Itálie         | sjezd          |
| 2016   | 28 Nov 2015         | Lake Louise, Kanada    | sjezd          |
| 2016   | 29. listopadu 2015  | Lake Louise, Kanada    | Super-G        |
| 2016   | 4. prosince 2015    | Beaver Creek, USA      | sjezd          |
| 2016   | 18. prosince 2015   | Val Gardena, Itálie    | Super-G        |
| 2016   | 19. prosince 2015   | Val Gardena, Itálie    | sjezd          |
| 2016   | 16. ledna 2016      | Wengen, Švýcarsko      | sjezd          |
| 2016   | 22. ledna 2016      | Kitzbühel, Rakousko    | Super-G        |
| 2018   | 2. prosince 2017    | Beaver Creek, USA      | sjezd          |
| 2018   | 16. prosince 2017   | Val Gardena, Itálie    | sjezd          |
| 2018   | 19. ledna 2018      | Kitzbühel, Rakousko    | Super-G        |

## Umístění ve Světovém poháru
| Sezóna/Pořadí | Sezóna/Pořadí | věk    | Celkově               | Celkově               | Sjezd                 | Sjezd                 | Super G               | Super G               | Obr.slalom            | Obr.slalom            | Slalom                | Slalom                | Kombinace             | Kombinace             |
| ------------- | ------------- | ------ | --------------------- | --------------------- | --------------------- | --------------------- | --------------------- | --------------------- | --------------------- | --------------------- | --------------------- | --------------------- | --------------------- | --------------------- |
| Sezóna/Pořadí | Sezóna/Pořadí | věk    | Pořadí                | Body                  | Pořadí                | Body                  | Pořadí                | Body                  | Pořadí                | Body                  | Pořadí                | Body                  | Pořadí                | Body                  |
| 2002/03       | 2002/03       | 20 let | 39.                   | 225                   | 58.                   | 4                     | 23.                   | 54                    | 26.                   | 54                    | 38.                   | 33                    | 4.                    | 80                    |
| 2003/04       | 2003/04       | 21 let | 19.                   | 396                   | 36.                   | 40                    | 15.                   | 138                   | 19.                   | 103                   | 41.                   | 38                    | 6.                    | 77                    |
| 2004/05       | 2004/05       | 22 let | 21.                   | 370                   | 30.                   | 83                    | 11.                   | 156                   | 17.                   | 96                    | 37.                   | 35                    | –                     | –                     |
| 2005/06       | 2005/06       | 23 let | 2.                    | 1006                  | 13.                   | 182                   | 1.                    | 284                   | 10.                   | 195                   | 13.                   | 205                   | 7.                    | 140                   |
| 2006/07       | 2006/07       | 24 let | 1.                    | 1268                  | 7.                    | 321                   | 5.                    | 181                   | 1.                    | 416                   | 21.                   | 118                   | 1.                    | 232                   |
| 2007/08       | 2007/08       | 25 let | 40.                   | 234                   | 45.                   | 14                    | 22.                   | 100                   | 19.                   | 100                   | 50.                   | 20                    | –                     | –                     |
| 2008/09       | 2008/09       | 26 let | 1.                    | 1009                  | 4.                    | 356                   | 1.                    | 292                   | 5.                    | 260                   | –                     | –                     | 11.                   | 101                   |
| 2009/10       | 2009/10       | 27 let | 4.                    | 883                   | 7.                    | 248                   | 3.                    | 314                   | 8.                    | 211                   | 54.                   | 9.                    | 9.                    | 101                   |
| 2010/11       | 2010/11       | 28 let | 4.                    |                       | 59.                   |                       | 2.                    |                       | 16.                   |                       | 10.                   |                       | 5.                    |                       |
| 2011/12       | 2011/12       | 29 let | 3                     |                       | –                     |                       | 11.                   |                       | 1.                    |                       | 6.                    |                       | 5.                    |                       |
| 2012/13       | 2012/13       | 30 let | 2.                    |                       | 47.                   |                       | 7.                    |                       | 1.                    |                       | 1.                    |                       | 5.                    |                       |
| 2013/14       | 2013/14       | 31 let | 2.                    |                       | –                     |                       | 16.                   |                       | 1.                    |                       | 1.                    |                       | 12.                   |                       |
| 2014/15       | 2014/15       | 32 let | nezávodil pro zranění | nezávodil pro zranění | nezávodil pro zranění | nezávodil pro zranění | nezávodil pro zranění | nezávodil pro zranění | nezávodil pro zranění | nezávodil pro zranění | nezávodil pro zranění | nezávodil pro zranění | nezávodil pro zranění | nezávodil pro zranění |
| 2015/16       | 2015/16       | 33 let | 5.                    |                       | 2.                    |                       | 3.                    |                       | 27.                   |                       | —                     |                       | 9.                    |                       |
| 2016/17       | 2016/17       | 34 let | 35.                   |                       | 15.                   |                       | 18.                   |                       | —                     |                       | —                     |                       | —                     |                       |
| 2017/18       | 2017/18       | 35 let | 3.                    |                       | 2.                    |                       | 2.                    |                       | —                     |                       | —                     |                       | —                     |                       |